# Степановка (Аургазинський район)
Степа́новка (рос. Степановка, башк. Степановка) — село у складі Аургазинського району Башкортостану, Росія. Адміністративний центр Степановської сільської ради.
Населення — 381 особа (2010; 542 в 2002).
Національний склад:
- українці — 39%
- росіяни — 33%